# Hélio da Silva
Hélio da Silva, född 2 december 1923, död 12 juli 1987, var en friidrottare från Brasilien. Han deltog vid olympiska sommarspelen 1948.